# Soldanelle des montagnes
Soldanella montana
Espèce
La Soldanelle des montagnes (Soldanella montana) est une espèce de plantes à fleurs de la famille des Primulacées.